# تامدروست
تامدروست (بالأمازيغية: ⵜⴰⵎⴷⵔⵓⵙⵜ Tamdrust) هي قرية وجماعة قروية في إقليم سطات ضمن جهة الشاوية ورديغة بالغرب المغربي. بلغ إجمالي عدد سكان الجماعة القروية تامدروست 7.973 نسمة سنة 2004.